# Alken
Alken es un municipio situado en el distrito de Mayen-Coblenza, en el estado federado de Renania-Palatinado (Alemania). Su población estimada a finales de 2016 era de 651 habitantes.
Se encuentra ubicado en la zona centro-norte del estado, cerca de los ríos Mosela y Rin, y de la ciudad de Coblenza.